# ФИБА Куп Европе
ФИБА Куп Европе (енгл. FIBA Europe Cup) четврто је по значају професионално такмичење кошаркашких клубова у Европи. Такмичење организује ФИБА Европа, а основано је 30. јуна 2015. године. 
Данашњи ФИБА Куп Европе је у суштини наследник ФИБА Еврокуп челенџа — такмичења које је постојало од 2002. до 2007. године. Међутим, ФИБА Куп Европе у сезони 2015/16. сматран је европским такмичењем трећег ранга, будући да је првобитно формиран као наследник ФИБА Еврочеленџа. Од сезоне 2016/17. улогу европског такмичења трећег ранга преузела је новоформирана ФИБА Лига шампиона.

## Досадашње завршнице
| Сезона   | Финале                                           | Финале                                           | Финале                                           | Полуфиналисти                                    | Полуфиналисти                                    | Полуфиналисти                                    |
| Сезона   | Победник                                         | Резултат                                         | Финалиста                                        | Треће место                                      | Резултат                                         | Четврто место                                    |
| -------- | ------------------------------------------------ | ------------------------------------------------ | ------------------------------------------------ | ------------------------------------------------ | ------------------------------------------------ | ------------------------------------------------ |
| 2015/16. | Скајлајнерс                                      | 66 : 62                                          | Варезе                                           | Елан Шалон                                       | 103 : 72                                         | Јенисеј Краснојарск                              |
| 2016/17. | Нантер                                           | 140 : 137 (58 : 58, '82 : 79)                    | Елан Шалон                                       | Телеком баскетс Бон и Остенде                    | Телеком баскетс Бон и Остенде                    | Телеком баскетс Бон и Остенде                    |
| 2017/18. | Рејер Венеција Местре                            | 158 : 148 (77 : 69, 81 : 79)                     | СС Феличе Скандоне                               | Бакен берс и Донар                               | Бакен берс и Донар                               | Бакен берс и Донар                               |
| 2018/19. | Динамо Сасари                                    | 170 : 163 (89 : 84, 81 : 79)                     | с.Оливер Вирцбург                                | Хапоел Холон и Варезе                            | Хапоел Холон и Варезе                            | Хапоел Холон и Варезе                            |
| 2019/20. | Такмичење је прекинуто због пандемије ковида 19. | Такмичење је прекинуто због пандемије ковида 19. | Такмичење је прекинуто због пандемије ковида 19. | Такмичење је прекинуто због пандемије ковида 19. | Такмичење је прекинуто због пандемије ковида 19. | Такмичење је прекинуто због пандемије ковида 19. |
| 2020/21. | Ирони Нес Циона                                  | 82 : 74                                          | Стал Остров Вјелкополски                         | Орадеа                                           | 85 : 76                                          | Парма                                            |
| 2021/22. | Бахчешехир                                       | 162 : 143 (72 : 69, 90 : 74)                     | Ређана                                           | Бакен берс и Лајден                              | Бакен берс и Лајден                              | Бакен берс и Лајден                              |
| 2022/23. | Анвил Влоцлавек                                  | 161 : 155 (81 : 77, 80 : 78)                     | Шоле                                             | Калев/Крамо и Карху                              | Калев/Крамо и Карху                              | Калев/Крамо и Карху                              |
| 2023/24. | Најнерси Кемниц                                  | 180 : 179 (85 : 74, 95 : 105)                    | Бахчешехир                                       | Билбао и Варезе                                  | Билбао и Варезе                                  | Билбао и Варезе                                  |
| 2024/25. | Билбао                                           | 154 : 149 (72 : 65, 82 : 84)                     | ПАОК                                             | ЖДА Дижон и Шоле                                 | ЖДА Дижон и Шоле                                 | ЖДА Дижон и Шоле                                 |

### Успешност клубова
| Поз. | Клуб                     | Победник | Финалиста |
| ---- | ------------------------ | -------- | --------- |
| 1.   | Бахчешехир               | 1 (2022) | 1 (2024)  |
| 2.   | Скајлајнерс              | 1 (2016) | —         |
| 2.   | Нантер                   | 1 (2017) | —         |
| 2.   | Рејер Венеција Местре    | 1 (2018) | —         |
| 2.   | Динамо Сасари            | 1 (2019) | —         |
| 2.   | Ирони Нес Циона          | 1 (2021) | —         |
| 2.   | Анвил Влоцлавек          | 1 (2023) | —         |
| 2.   | Најнерси Кемниц          | 1 (2024) | —         |
| 2.   | Билбао                   | 1 (2025) | —         |
| 10.  | Варезе                   | —        | 1 (2016)  |
| 10.  | Елан Шалон               | —        | 1 (2017)  |
| 10.  | СС Феличе Скандоне       | —        | 1 (2018)  |
| 10.  | с.Оливер Вирцбург        | —        | 1 (2019)  |
| 10.  | Стал Остров Вјелкополски | —        | 1 (2021)  |
| 10.  | Ређана                   | —        | 1 (2022)  |
| 10.  | Шоле                     | —        | 1 (2023)  |
| 10.  | ПАОК                     | —        | 1 (2025)  |

### Успешност по државама
| Поз. | Држава    | Победник       | Финалиста            |
| ---- | --------- | -------------- | -------------------- |
| 1.   | Италија   | 2 (2018, 2019) | 3 (2016, 2018, 2022) |
| 2.   | Немачка   | 2 (2016, 2024) | 1 (2019)             |
| 3.   | Француска | 1 (2017)       | 2 (2017, 2023)       |
| 4.   | Турска    | 1 (2022)       | 1 (2024)             |
| 4.   | Пољска    | 1 (2023)       | 1 (2021)             |
| 6.   | Израел    | 1 (2021)       | —                    |
| 6.   | Шпанија   | 1 (2025)       | —                    |
| 8.   | Грчка     | —              | 1 (2025)             |